# Bermudo al III-lea de Leon
Bermudo al III-lea  (n. 1017 – d. 30 august 1037, Tamarón⁠(d), Castilia și León, Spania), a fost regele Leonului din 1028 până pe 4 septembrie 1037. A fost fiul lui Alfonso al V-lea de Leon și a primei sale soții, Elvira Mendes și a fost ultimul descendent al lui Petru de Cantabria care avea să domnească în Regatul Leonului.
În 1029, contele García Sánchez de Castilia a fost pe cale să se căsătorească cu Sancha de León , sora mai mare a lui Bermudo, un aranjament aparent sancționat de regele Navarrei, atunci când contele a fost ucis în Leon. Sancho al III-lea de Navara a pretins regiunea Castiliei în numele soției sale și și-a instalat fiul acolo, pe Ferdinand, noul Conte al Castiliei. Regele navarez a profitat de granița dintre râul Cea și Pisuerga, mai sus de capitala Leonului, pentru a crea un subiect de dipută între Leon și Castilia. După ce a forțat căsătoria între Fernando și Sancha în 1032, aceste terenuri au trecut în Castilia, ca parte a zestrei fetei. În 1034, el a smuls orașul Leon de la Bermundo, care se retrăsese în Galicia. Până la moartea lui Sancho în 1035, partea de nord de Duero a fost dominată de regatul Navarei.
După moartea lui Sanho, Bermundo al III-lea a încercat să ia înapoi Leonul și curând a început o campanie pentru recuperarea Castiliei și a teritoriului cumnatului său, între râul Cea și Pisuerga. Însă Ferdinand l-a învins și ucis pe Bermundo în Bătălia de la Tamaron pe 04 septembrie 1037. 
Din moment ce Bermundo a murit fără moștenitori, împărăția Leonului a recunoscut-o pe Sancha și pe soțul ei ca și conducători, iar Ferdinand a fost uns rege în orașul regal, la 22 iunie 1038. 